# زیبای سیاه (فیلم ۲۰۲۰)
زیبای سیاه (انگلیسی: Black Beauty) یک فیلم درام در سال ۲۰۲۰ به نویسندگی و کاگردانی اشلی آویس، بر اساس رمانی در سال ۱۸۷۷ به همین نام اثر آنا سیول است. در تولید مشترک بین ایالات متحده، انگلستان، آفریقای جنوبی و آلمان، در آن بازیگرانی همچون مک‌کنزی فوی، کیت وینسلت، کلر فورلانی، ایان گلن و فرن دیکن حضور دارند. فیلم در ابتدا برای اکران نمایشی برنامه‌ریزی شده بود و به دلیل اثرات منفی بیماری دنیاگیری کووید ۱۹ قادر به اکران در سینما نبود. سرانجام این فیلم توسط استودیو سینمایی والت دیزنی خریداری شد و در تاریخ ۲۷ نوامبر سال ۲۰۲۰ در سرویس پخش استریمینگ شرکت دیزنی پلاس منتشر شد.